# Gabela
Gabela  é uma cidade e comuna angolana que se localiza na província de Cuanza Sul, sendo a sede do município de Amboim.

## História
Foi fundada com o nome de N'Guebela a 28 de outubro de 1907.
Em 1917, Gabela era a capital da "Capitania-mor do Amboim", não passando então de uma simples fortaleza, com razoáveis condições de defesa contra possíveis investidas dos habitantes locais, habitada unicamente por forças militares e uma meia dúzia de comerciantes com suas famílias.

### A insurreição de 1917
Em inícios de 1917, quer por influência alemã, no contexto da I Guerra Mundial em que Portugal então era membro beligerante, quer por reacção das populações locais a espoliações praticadas pela população branca em avançada penetração naquela região, usurpando terras e enchendo-as de palmares e cafeeiros, a revolta estalou entre a população nativa da região do Amboim e Seles. Embora não houvesse qualquer notícia oficial, começaram a circular em Luanda rumores alarmantes. Na época a região de Gabela não estava ainda dotada de telegrafia sem fios, sendo a comunicação feita por meio de estafetas, alguns dos quais se presume haverem sido trucidados para impedir que as informações chegassem à capital. Foram mortos 17 portugueses, tendo as suas mulheres conseguido refugiar-se no interior da precária fortaleza, defendida por uma pequena guarnição militar, com reservas de mantimentos e munições suficientes apenas para escassas semanas.
Em Luanda, o governador geral Pedro Francisco Massano de Amorim tirou à sorte os nomes de 27 voluntários, recrutados entre a população branca local, com o fim de integrarem uma das colunas despachadas para o território revoltoso. A coluna que integrava o contingente de voluntários, era formada por 115 praças indígenas, e 50 praças do Corpo de Polícia da Província de Angola, sob o comando geral do capitão Pereira, chegando a 8 de junho de 1917 a Benguela Velha, actual Porto Amboim. Para além desta, uma outra coluna seguiu pelo Quissama, elevando o efectivo total a 512 homens.
Progredindo através da região volátil do Amboim, chegaram a Cafécangombe, onde prenderam vários sobas, forçando-os a fornecer-lhes carregadores, com ultimato para que os arranjassem até o final do dia. A ordem apenas parcialmente foi acatada, e mesmo assim com significativa relutância e má vontade, pelo que a companhia foi obrigada a deixar no acampamento parte dos víveres que levavam. Às 3 horas da madrugada do dia 10 de junho, a coluna, seguindo o caminho em marcha forçada, chega a Salinas, onde encontra a primeira casa incendiada e em ruínas, montando aí acampamento. Antes de iniciarem a subida pela região montanhosa do Amboim, já em pleno território revoltado, a coluna formou em quadrado, avançando sob fogo ocasional de atiradores indígenas bem camuflados, sofrendo algumas baixas.
Após combate contra as forças revoltosas, em que ficaram feridos dois dos voluntários de Luanda, chegaram por fim às portas da fortaleza de Gabela, onde se encontravam as mulheres sitiadas. O combate durou algumas horas, culminando com a fuga desordenada das forças indígenas e a libertação da fortaleza e das forças e mulheres aí sitiadas.

### Da década de 1920 à década de 1970
Em 1921, Gabela limitava-se ainda à pequena fortaleza sitiada em 1917, porém com grandes expectativas em relação ao Caminho de Ferro do Amboim, que já estava em obras. A ferrovia foi concluída em 1925, para servir as plantações de café no Planalto do Amboim, em 600 mm de bitola estreita e ligava o Porto Amboim com Gabela. O escoamento, na cidade de Porto Amboim, se dava pelo porto do Cuanza Sul, a maior facilidade logística do tipo entre Luanda e Lobito. A linha do Porto Amboim–Gabela foi gerida pelo Caminho de Ferro de Luanda. Possuía 130 km (80,8 mi) de extensão e acabou por encerrar as suas atividades em 1975.
Em 1949, após a plena operação do Caminho de Ferro do Amboim, o desenvolvimento era notável, sendo a sede da circunscrição do Amboim, no distrito de Cuanza Sul. Era então uma vila com grande perfil comercial e agrícola, e numerosa população europeia.
Foi, no início da década de 1970, uma das mais prósperas terras produtivas angolanas. O café aí produzido chegou a ter títulos do melhor café do mundo.[carece de fontes?] Nesta mesma região encontra-se a Empresa C.A.D.A. Companhia Angolana de Agricultura, grande produtora de café. Sua sede é uma pequena vila chamada Boa Entrada.

### Pós-guerras
Em 2014 passou a receber investimentos da petrolífera estatal angolana.

## Geografia
A cidade da Gabela está situada no município do Amboim, província do Cuanza Sul a nordeste da capital Sumbe, entre os paralelos 10.15 e 14.22 de latitude sul e leste respetivamente e a uma altitude de 1054 metros do nível do mar.

### Bairros
A cidade de Gabela está subdividida nos bairros de Capango (Cláudio), Catandala, Quibala, Aricanga, Ilha, Sétima Nova, Sétima Velha, Sanas, Merina, Caputa, Cassequel, Inguisso, Quijinbulo, Lua Cheia, Mazungue, Boa Viagem, Quina, Quipaxe, Bruvir, 11 de Novembro, Inconcon, Quipupa, Amba, Catete, Vila Capundi, Londa, Valódia, Buembué, Quissacra, Zona A, Zona B e Zona C.